# Antonio Barbosa Alves
Alves Barbosa (nacido Antonio da Silva Barbosa, Figueira da Foz, 24 de diciembre de 1931-30 de septiembre de 2018) fue un ciclista portugués. Sus mayores éxitos deportivos los obtuvo en la Vuelta a España donde en la edición de 1961 logró una victoria de etapa, y en la Vuelta a Portugal donde consiguió la victoria absoluta en las ediciones de 1951, 1956 y 1958.

## Palmarés
| 1951 - Vuelta a Portugal, más 1 etapa 1952 - 1 etapa de la Vuelta a Marruecos 1954 - Campeonato de Portugal en Ruta - Vuelta a Portugal 1955 - Prueba Ciclística 9 de Julio - 6 etapas de la Vuelta a Portugal 1956 - Campeonato de Portugal en Ruta - Vuelta a Portugal, más 10 etapas 1957 - 1 etapa de la Vuelta a Portugal | 1958 - Vuelta a Portugal, más 9 etapas 1959 - 7 etapas de la Vuelta a Portugal 1960 - 2 etapas de la Vuelta a Marruecos 1961 - 1 etapa de la Vuelta a España - 2.º en el Campeonato de Portugal en Ruta - 1 etapa de la Vuelta a Portugal - 1 etapa de la Vuelta a Andalucía |

- Datos: Q448847